# 圣经的历史性
圣经的历史性是关于《圣经》与历史关系的问题，该问题既涉及圣经是否可作为历史的问题，也涉及是否能够理解圣经叙述文学形式的问题。圣经历史性的问题也可以延伸至评估基督教新约是否准确记录了历史中的耶稣和使徒时代的问题。